# 本田美羽
本田美羽（ほんだ みう、9月17日 - ）おとめ座/AB型。身長165cm。大阪生まれ大阪育ち

## 来歴

### モデル
映画『リアル鬼ごっこ』関西トリプルヒロインとして活動。Twitterにて動画♯dontjodgechallengeを投稿。1日でフォロワーが2000人を突破し、2015年8月現在フォロワー数は9000人を超える。しかし2018年SNSを辞める。

## 主な出演

### ランウェイ
- 水都大阪ミナミフェスティバル2014
- Street Collection:2015年 (初代グランプリ)
- 広島カラフルコレクション：2015年 (ゲストモデル出演)
- スタードラフト会議：2015年 (ゲストモデル出演)
- RACo2015 琉球アジアコレクション
- LOVE＆LOVECOLLECTION2016
- KANSAICOLLECTION2016A/W

### テレビ出演
- 女の子宣言! アゲぽよTV (2015年7月9日、MBS毎日放送)
- 舞＆大樹+IVANのめっちゃカンコレ！3　(2015年10月3日、ABC朝日放送)
- 特捜9 final season 第3話（2025年4月23日、テレビ朝日） - 水沢有紀 役[1]

### 舞台
- 無慈悲な光（2023年6月13日 - 18日、東京・高田馬場ラビネスト）
- The Great Gatsby 2023（2023年11月18日・19日、近鉄アート館 / 11月23日 - 27日、三越劇場）[2]